# Saint-Pierre-es-Champs
Saint-Pierre-es-Champs è un comune francese di 684 abitanti situato nel dipartimento dell'Oise della regione dell'Alta Francia.

## Società

### Evoluzione demografica
Abitanti censiti